# Hathor (épisode de Stargate)
Hathor est le 14e épisode de la saison 1 de la série télévisée Stargate SG-1.

## Résumé
L'épisode débute par la mise au jour d'une nouvelle chambre dans un temple maya, au Mexique, par une équipe d'archéologues. Ceux-ci découvrent un sarcophage funéraire portant des hiéroglyphes. Étonné, un des archéologues actionne un dispositif ouvrant le sarcophage. Celui-ci révèle une femme enfermée depuis des milliers d'années, qui demande aux archéologues où se trouve Râ. Ces derniers, affolés, ne savent pas quoi répondre. En réponse, la personne les tue.
L'aventure reprend alors que les membres de SG-1 et le général Hammond sont en train d'étudier le sarcophage dans la salle d'embarquement. Le sarcophage leur a été envoyé par les hommes attendant les archéologues morts à la sortie. Ces derniers savaient que Daniel Jackson avait émis une théorie selon laquelle les civilisations antiques avaient toutes un lien entre elles. La présence de hiéroglyphes sur un sarcophage maya corrobore cette théorie. Durant l'étude du sarcophage, un soldat vient prévenir le général Hammond qu'une personne a tenté de s'introduire dans le SGC. Arrêtée, elle a parlé de la porte des étoiles. Le général et les membres de SG-1 pénètrent dans la cellule de détention de la personne qui s'avère être celle qui a tué les archéologues au Mexique.
La femme dit s'appeler Hathor, et leur demande de s'agenouiller devant leur reine. Elle leur demande ensuite s'ils savent où se trouve Râ. Le colonel O'Neill demande au général d'interner la personne dans un centre psychiatrique. Cependant, Daniel Jackson s'étonne du fait qu'elle connaisse l'existence de la porte des étoiles. Il lui révèle que Râ a été tué. Hathor dit être ravie de cette nouvelle et demande à faire un baisemain à Daniel Jackson. Au cours de cet acte, Hathor envoie une substance violette avec sa bouche sur la main de Daniel puis elle demande de pouvoir le faire au général Hammond. La laissant dans sa cellule, Hammond et les membres de SG-1 discutent de Hathor dans la salle de briefing. Daniel Jackson demande qu'on l'invite, ce qu'accepte le général malgré le désaccord de Samantha Carter et de O'Neill.
Lorsque Hathor arrive, elle félicite O'Neill pour avoir tué Râ, et lui envoie à lui aussi la substance violette, tout comme à Teal'c. Elle leur dit qu'elle est une Goa'uld et qu'elle est prête à aider les humains. Malgré ce paradoxe, l'ensemble de SG-1 ainsi que le général Hammond acceptent l'aide de Hathor, à l'exception du capitaine Carter. Cette dernière parle du comportement bizarre des hommes au docteur Fraiser. Cette dernière en conclut qu'il s'agit sûrement d'une hormone qui agit sur le désir des hommes. Samantha Carter décide de chercher sur Internet des connaissances sur la déesse égyptienne Hathor. Elle apprend qu'elle a un très grand pouvoir de séduction et qu'elle est capable de contrôler les hommes. Elle décide alors de réunir l'ensemble des femmes du SGC pour préparer une action devant aboutir à la mort de Hathor. Au moment de partir, Teal'c se présente. Malgré le fait qu'il soit un homme, son symbiote le protège des pouvoirs de Hathor, et il se joint donc au groupe de Samantha Carter.
Pendant ce temps, Hathor tente de faire de Daniel Jackson le nouveau roi des Goa'ulds. Peu après, l'équipe du capitaine Samantha Carter arrive et trouve le docteur Jackson conscient mais non réactif. Une des personnes de l'équipe indique que Hathor a été repérée à proximité des vestiaires. Lorsqu'elle arrive, le capitaine Carter aperçoit Hathor dans un bain. Son équipe tente de l'appréhender mais Hathor appelle les soldats qui lui sont asservis pour la protéger. Samantha Carter et son équipe sont mises en détention dans une cellule, tout comme Teal'c dans une autre cellule. Pour s'évader, les femmes décident de se servir de la libido exacerbée chez les gardes masculins par le pouvoir de séduction de Hathor. Elles séduisent les deux gardes, les assomment et prennent leurs armes. Peu après, Samantha Carter libère Teal'c.
Pendant ce temps, Hathor décide de se servir du colonel O'Neill comme nouveau Jaffa. Elle lui crée une poche ventrale pour accueillir une larve Goa'uld.

## Distribution
- Richard Dean Anderson : Jack O'Neill
- Amanda Tapping : Samantha Carter
- Christopher Judge : Teal'c
- Michael Shanks : Daniel Jackson
- Don S. Davis : George Hammond
- Teryl Rothery : Janet Fraiser
- Suanne Braun : Hathor